# Рентул-Аутуэйт, Айда
Айда Рентул-Аутуэйт (англ. Ida Rentoul Outhwaite), она же Айда Шербурн-Рентул (англ. Ida Sherbourne Rentoul) или Айда Шербурн-Аутуэйт (англ. Ida Sherbourne Outhwaite; 9 июня 1888, Карлтон, пригород Мельбурна, штат Виктория, Австралия — 25 июня 1960, Колфилд, пригород Мельбурна, штат Виктория, Австралия) — австралийская художница, иллюстратор книг детской прозы. Особенную известность приобрели её изображения эльфов и фей.

## Биография

### Ранние годы
Айда Рентул родилась в Карлтоне, пригороде Мельбурна, в штате Виктория 9 июня 1888 года. Она была младшим ребёнком из четверых детей и второй дочерью в семье достопочтенного доктора Джона Лоуренса Рентула, австралийца ирландского происхождения, пресвитерианского служителя и академика и Энни Изобель, урождённой Рэттрей. Отец художницы был профессором в Ормонд-колледже при Мельбурнском университете. В 1912—1914 годах он служил генерал-модератором в пресвитерианской церкви, а с началом Первой мировой войны — капеллан-генералом в вооруженных силах Австралии.
Айда получила образование в Пресвитерианском дамском колледже в Мельбурне. Ещё в детстве у неё обнаружились способности к рисованию. Она много рисовала. Некоторые её ранние работы украсили домашний журнал Ормонд-колледжа.

### Карьера
Её первая иллюстрация была опубликована в 1903 году в журнале «Новая идея», когда ей было всего пятнадцать лет. Иллюстрация сопровождала «Шесть волшебных историй», написанные её старшей сестрой, писательницей Энн Рэттрей-Рентул. В 1906 году она проиллюстрировала «Лестницу Молли», также написанную Энн. В 1907 году на Австралийской выставке женского труда Айда и Энн представили вниманию публики «Австралийские песни для молодых и старых» с музыкой Джорджетты Петерсон. В 1908 году сёстры издали свою первую книгу «Леди синего бисера».
Коммерческий успех пришёл к Айде после замужества, во многом, благодаря деловой хватке супруга. В первые десять лет брака она рисовала немного. Нередко её моделями становились родные дети. Сначала она подписывала свои работы инициалами ISR, затем стала использовать и инициалы IRO. Иногда она также пользовалась инициалами ISRO и полными вариантами написания имени и фамилий без сокращений. Художница работала преимущественно с пером и чернилами и акварельными красками.
В 1920 году большим успехом у публики пользовались персональные выставки Айды в Париже и Лондоне. Критики увидели в её работах влияние Обри Бёрдслея, Артура Рэкема, Эдмунда Дюлака и Кейт Гринуэй, отметив оригинальный стиль самой художницы. В том же году ею был подписан контракт с издательством Эй энд Си Блэк на создание иллюстраций для пяти книг, включая «Зачарованный лес» (1921), написанную её мужем, и «Маленькая зелёная дорога в страну фей» (1922), созданную её сестрой. Карьера художницы практически завершилась к 1935 году. Во время Второй мировой войны она служила в отделе цензуры. После войны Ауда практически не рисовала и не публиковалась.

### Личная жизнь
8 декабря 1909 года она вышла замуж за адвоката и писателя Артура Гренбри-Аутуэйта и приняла фамилию Рентул-Аутуэйт. В этом браке родились четыре ребёнка: сыновья Роберт и Уильям и дочери Энн и Венди. 16 июня 1938 года Айда овдовела. Сыновья художницы погибли во время Второй мировой войны. Она жила с дочерьми и старшей сестрой, которая так и не вышла замуж. Айда Рентул-Аутуэйт умерла 25 июня 1960 года в Колфилде, пригороде Мельбурна, в штате Виктория, Австралия.
|                                 |  |  |
| Иллюстрации Айды Рентул-Аутуэйт |  |  |